# ديبورتيفو ريسترا
نادي ديبورتيفو ريسترا هو نادي رياضي أرجنتيني من بوينس آيرس. يركز النادي بشكل أساسي على كرة القدم.